# Jo Churchill
Jo Churchill, właśc. Johanna Peta Churchill (ur. 18 marca 1964) – brytyjska polityk, członek Partii Konserwatywnej. Od 2015 do 2024 roku posłanka do Izby Gmin z okręgu Bury St Edmunds.

## Życiorys
Ukończyła kierunki biznes i psychologia na Dame Alice Harpur School w Bedford. Podjęła studia na University of Nottingham, lecz przerwała je z powodu choroby nowotworowej.
W 2015 została wybrana posłem do Izby Gmin z okręgu Bury St Edmunds. Uzyskała reelekcję w 2017 i 2019 roku.
Nie kandydowała w wyborach parlamentarnych w 2024.